# Mémoire technique
 (février 2020).
Si vous disposez d'ouvrages ou d'articles de référence ou si vous connaissez des sites web de qualité traitant du thème abordé ici, merci de compléter l'article en donnant les références utiles à sa vérifiabilité et en les liant à la section « Notes et références ».
Un mémoire technique, appelé également note méthodologique, mémoire explicatif ou mémoire justificatif, est une pièce essentielle et importante à joindre lors de la réponse à un dossier d'appel d'offres.
Ce document permet à l'organisme décisionnaire (public ou privé), d'analyser et d'évaluer les compétences techniques de l'entreprise, lors de l'attribution d'un marché. 
Il doit être remis obligatoirement à la remise des offres (en marché public).

## L'utilité du mémoire technique
Le mémoire technique, présente et valorise la société.
Il informe sur la capacité financière de l'entreprise, il liste les moyens techniques, humains, mis en œuvre pour la réalisation du projet, dans un contexte de sécurité et d'efficacité optimales.
Il fournit des références significatives sur des prestations similaires réalisées.
Il renseigne sur les spécificités de la mise en œuvre.
En concordance avec l'offre, il démontre la compréhension des attentes du client.

## La réforme des marchés publics
La première réforme administrative des marchés publics (septembre 2010), suivie par la mise en place du Code de la commande publique (avril 2019), a refondu le principe d'attribution des marchés.
La note technique est devenue un critère majeur de sélection des entreprises. Il n'y a pas de règle quant à la pondération des critères d'attribution. La valeur technique de l'offre peut aussi bien compter pour 80 % ou 10 % de la note. En général, le mémoire technique correspond à environ 40 % de la note totale. Il ne faut pas oublier, que le mémoire technique est noté à l'appréciation de celui qui le lit.

## Rédiger un mémoire technique
Il n'existe pas de plan proprement dit pour la rédaction du mémoire technique.
Cependant, on peut trouver une trame des éléments attendus dans les pièces écrites du dossier d'appel d'offres (règlement de la consultation, CCAP, CCTP...). En l'absence d'élément de rédaction, on peut aussi s'aider d'autres dossiers d'appel d'offres traitant du même sujet.
La marche à suivre est de se constituer un mémoire technique de base, reprenant les informations clés de l'entreprise, et une partie variable permettant d'adapter et de personnaliser sa réponse à l'appel d'offres. Le mémoire technique doit être clair et concis. Il doit être objectif, personnalisé et adapté au projet. Toutes les parties le composant doivent être équilibrées ; il n'y a pas de minimum ou de maximum de pages.
« Pour remporter un appel d'offres, l'entreprise candidate doit chercher à mettre en évidence ses avantages comparatifs par rapport aux entreprises concurrentes en établissant une concordance entre les besoins de l'administration et ses propres caractéristiques (compétence, expérience, spécialité). Lors de la rédaction du mémoire ».

## Plan de mémoire technique
Voici à titre indicatif, un plan de mémoire technique. Néanmoins, il est important de rappeler que la structure du mémoire technique doit être adaptée et répondre à la demande de l'appel d'offres.
- Présentation de l'entreprise
- Références
- Déroulement et organisation
- Solutions techniques
- Qualité et environnement

## Protection du mémoire technique
Le mémoire technique est un document protégé par le secret industriel et secret commercial.
En cas d'attribution d'un marché (article 83 du code des marchés publics), le maître d'ouvrage peut transmettre les notes obtenues par l'attributaire aux entreprises non retenues. Il peut aussi fournir les motifs du rejet de l'offre. Mais en aucun cas il ne peut transmettre une copie du mémoire technique.